# Ibn Razin al-Tuyibi
Ibn Razin al-Tuyibi (ca. 1228-1293) il est un érudit, poète et auteur gastronomique d'Al Andalus. Il doit sa notoriété à son traité sur l'art culinaire andalou Fudalat al-khiwan, « Les délices de la table et les meilleures préparations culinaires », le seul de ses écrits qui nous soit parvenu et qui constitue une source privilégiée sur la cuisine arabo-andalouse médiévale.

## L'auteur

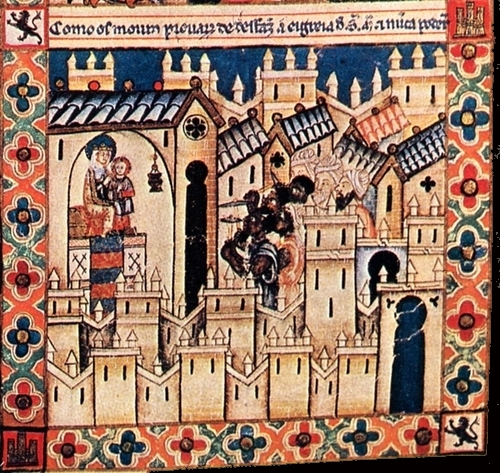
Les derniers musulmans de Murcie lors de l'annexion à la Castille en 1247

Ali ibn Muhammad ibn Abí l-Qasim ibn Muhammad ibn Abí Bakr ibn Razin al-Tuyibi al-Andalusí (ou al-Mursī), en abrégé ابن رزين التجيبي (Ibn Razīn al-Tuŷībī) ou Ibn Razi al Tubuyi, souvent aussi Ibn Razin al-Tujibi,, est né à Murcie en 626 ou 627 H/1228 ou 1230 dans une famille de lettrés. التجيبي (al Tajibiu) évoque les Toujibides, famille d'origine yéménite présente en Andalousie depuis le VIIIe siècle, certains auteurs le voient d'origine berbère.
Son éducation est confiée à Ahmad ben Nabil, à la suite du décès prématuré de son père. Murcie devient protectorat à la couronne de Castille en 1243 avec liberté de culte et en 1247 elle est annexée en état mudéjar, ibn Razin demeurera quelques années dans sa ville natale avant émigrer à Ceuta en 1251 C. (Nawal Nasrallah date ce départ de 1247) où il continue ses études, puis à Béjaïa (Bougie) où il occupe la fonction de ﻛﺎﺗﺐ (katb) katib (administrateur musulman qui compilait les documents administratifs) et fréquente Ibn al-Abbār duquel il obtient une licence d'écrivain en 1256. Il s'y marie et fonde une famille. En 1259, il migre à nouveau pour la Tunisie où vivent de nombreux andalous savants. Il décède à Tunis le vendredi 12 Chaabane 692 H./1293.
Liliane Plouvier (2006) pense qu'il avait l'expérience de la cuisine car il contrôle le degré de cuisson des sirops à l'œil, au jugé, elle note aussi qu'à la différence des autres auteurs de recettes il n'accorde aucun intérêt à l'aspect nutritionnel ou médical de ses préparations. Elena Quiroga de Abarca au contraire et bien qu'il « ne suit pas le schéma rigide de la théorie humorale adoptée par d'autres textes culinaires arabes, mais présente plutôt une orientation plus proche de l'individu et de son environnement » voit une proximité d'Ibn Razīn avec la médecine. Lilia Zaouali (2010) de son côté souligne à raison l'imprécision (ou l'absence) de ses dosages.

## Le livre (Fudalat al-khiwan)
Ibn Razīn al-Tuŷībī a écrit des poésies, un traité sur la versification, une sélection de proses artistiques, de nouvelles, et probablement des œuvres littéraires et historiques.
Fiḍālatal-khiwān ou Fudalat al-khiwan dont le titre exact est فضالة الخوان في طيبات الطعام واᅴلوان: صورة من فن الطبخ في اᅴندلس والمغرب (Fudalat al-khiwan fi tayibat al-tàam wa al alwan), Les délices de la table et les meilleurs genres de préparations culinaires est son seul ouvrage conservé. Le livre dont nous ne possédons que des copies a été écrit par Ibn Razīn al-Tuŷībī au dire des copistes, des inférences convergentes et des témoignages de son ami et biographe Al Rusyard. D'après Fernando de la Granja Santamaría (Madrid 1928-1999) il fut écrit entre 636H/1238 et 664H/1266 quand Murcie était encore musulmane. Nawal Nasrallah (2021) écrit que c'est à Tunis que l'ouvrage a été rédigé (donc postérieurement à 1259) ce qui expliquerait bien l'idéalisation de la cuisine de son pays natal.

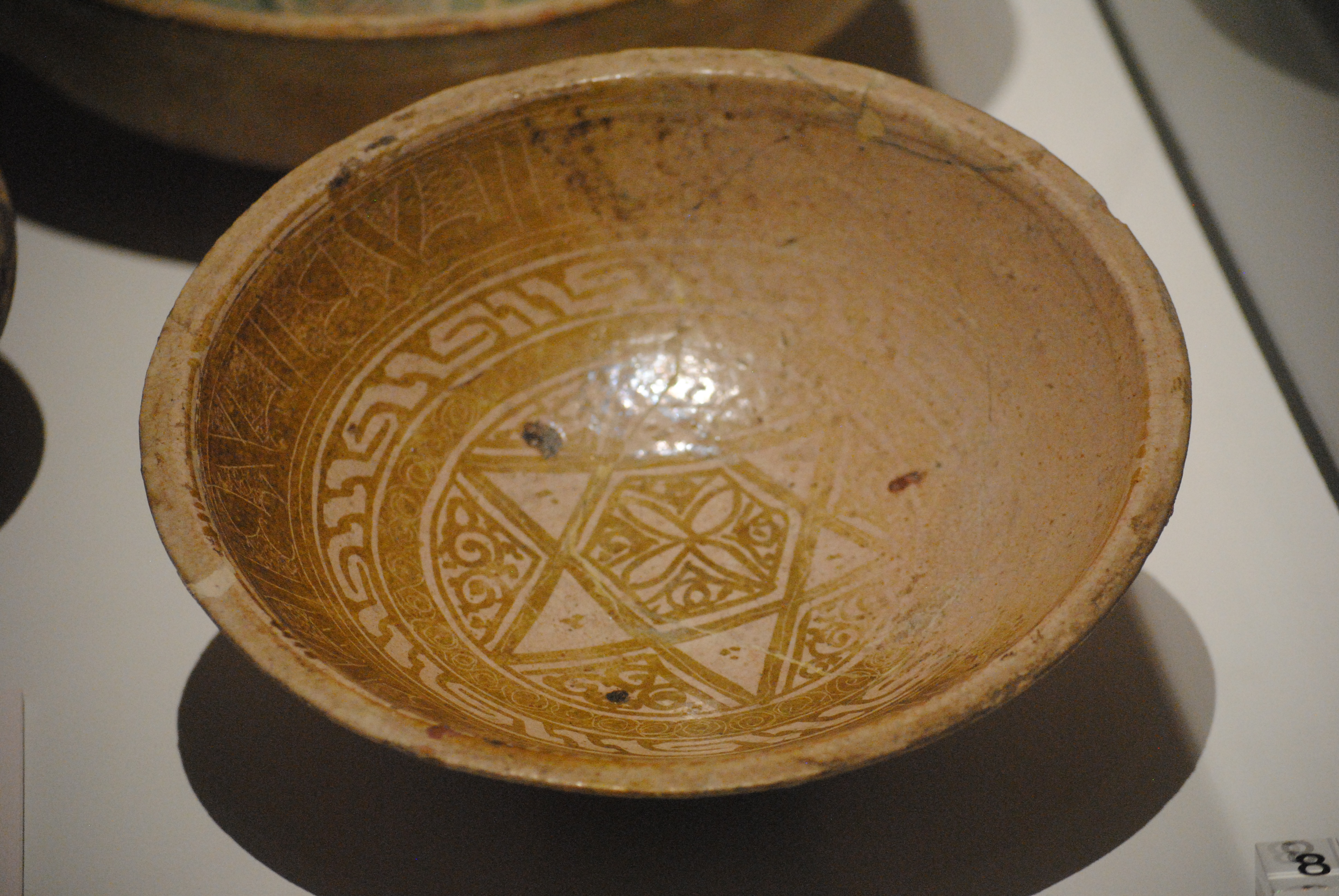
Bol à lustre métallique - Murcie - XIIe siècle

Le manuscrit (134 feuillets) de la Real Academia de la Historia de Madrid a été acquis à Tétouan en 1850. Il contient 414 recettes et est la principale source des éditions modernes. Khiwan évoque l'abondance des plats et ألوان (alwanla) couleur, la profusion sur les tables aristocratiques, Shirley Guthrie note l'importance de l'aspect visuel de cette gastronomie. D'autres manuscrits et copies (Berlin, Britsh Librairy) ont servi à l'établissement du texte, Nawal Nasrallah (2021) en donne une présentation détaillée et illustrée dans Best of Delectable Foods and Dishes from al-Andalus and al-Maghrib.
L'auteur site comme sources, le Kitāb Tafsīr al-adwiya (commentaires médicaux) de Yona ibn Jannah à propos d'une salaison, le namaksùd, Ibn Zuhr pour les ustensiles de cuisine, Ibn al Jazzār pour l'hygiène des mains (qui fait l'objet d'un chapitre),
Concernant les manières de table il ordonne le repas en fonction de la capacité à digérer de l'estomac : on commence à remplir le fond de l'estomac qui a la meilleure capacité digestive par les nourritures lourdes (viandes, laitages, pâtes, pains), puis les légumes et tout ce qui est très salé, enfin on termine le repas avec le haut de l'estomac et les nourritures légères (pâtisseries, fruits, sucreries).

## La gastronomie andalouse duXIIIesiècles
Fudalat al-khiwan traite de la cuisine andalouse avec un biais nettement murcien et de « celle de l'autre rive » (la cuisine du Maghreb) sous les premiers Mérinides mais avec des recettes du temps des Almohades andalous et certaines égyptiennes. Par comparaison avec le cordouan Anonyme andalou son contemporain nettement plus éclectique dans le choix de ses recettes, on note un gout des pâtes à base de farines diverses (chapitre I sur les pains, les tharid...) dont le millet, des semoules, des pains, et des recettes de fromage (chapitre VI). Un chapitre entier consacré aux vinaigres, au murriî.
Les pâtisseries et sucreries (chapitre IX) sont proches de celles de l'Anonyme Andalou : nougats et massepains, il fait une sorte de guimauve sans blanc d'œuf (qabit) qu'on étire jusqu'à ce qu'il devienne blanc. Divers vins (de raisin, de miel, etc.) sont admis.

### Recettes caractéristiques

#### Couscous (Al-kuskusi)

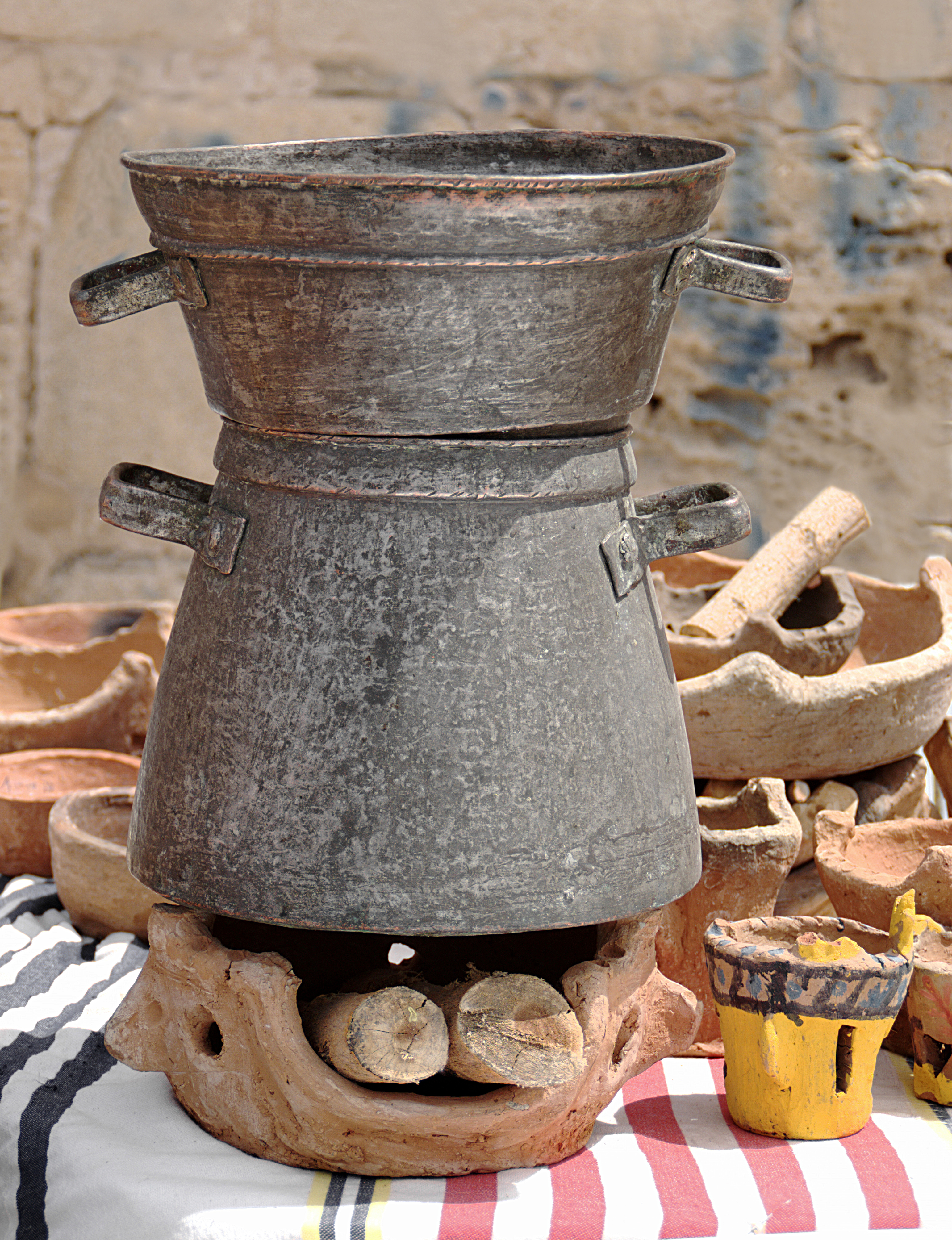
Couscoussier tunisien

LL72 est une longue description de la préparation de la semoule du couscous (humecter à l'eau salée, travailler avec les mains, tamiser, sécher) qu'Ibn Razīn fait suivre le la cuisson: préparation d'un bouillon de viande de bœuf, d'agneau ou de poulet avec poivre, coriandre sèche, oignons, chou, navets, carottes, laitue, fenouil, fèves, courge et aubergines suivie d'une cuisson à la vapeur, couscoussier couvert. On sait que la cuisson est terminée au bruit sourd que fait l'étage de cuisson quand on lui donne une tape de la main (« geste que j'ai tant de fois répété sans y penser » écrit Lilia Zaouali).

Il donne ensuite diverses recettes de couscous: aux noix (avec noix pillées, cannelle et nard, aubergines cuites à part) couscous cuit dans le bouillon (couscous rapide), mouton farci de couscous au nard, à la cannelle, au macis, al maghribi (cuit dans un bouillon au lait aigre et servi engraissé de graisse de queue de mouton),.

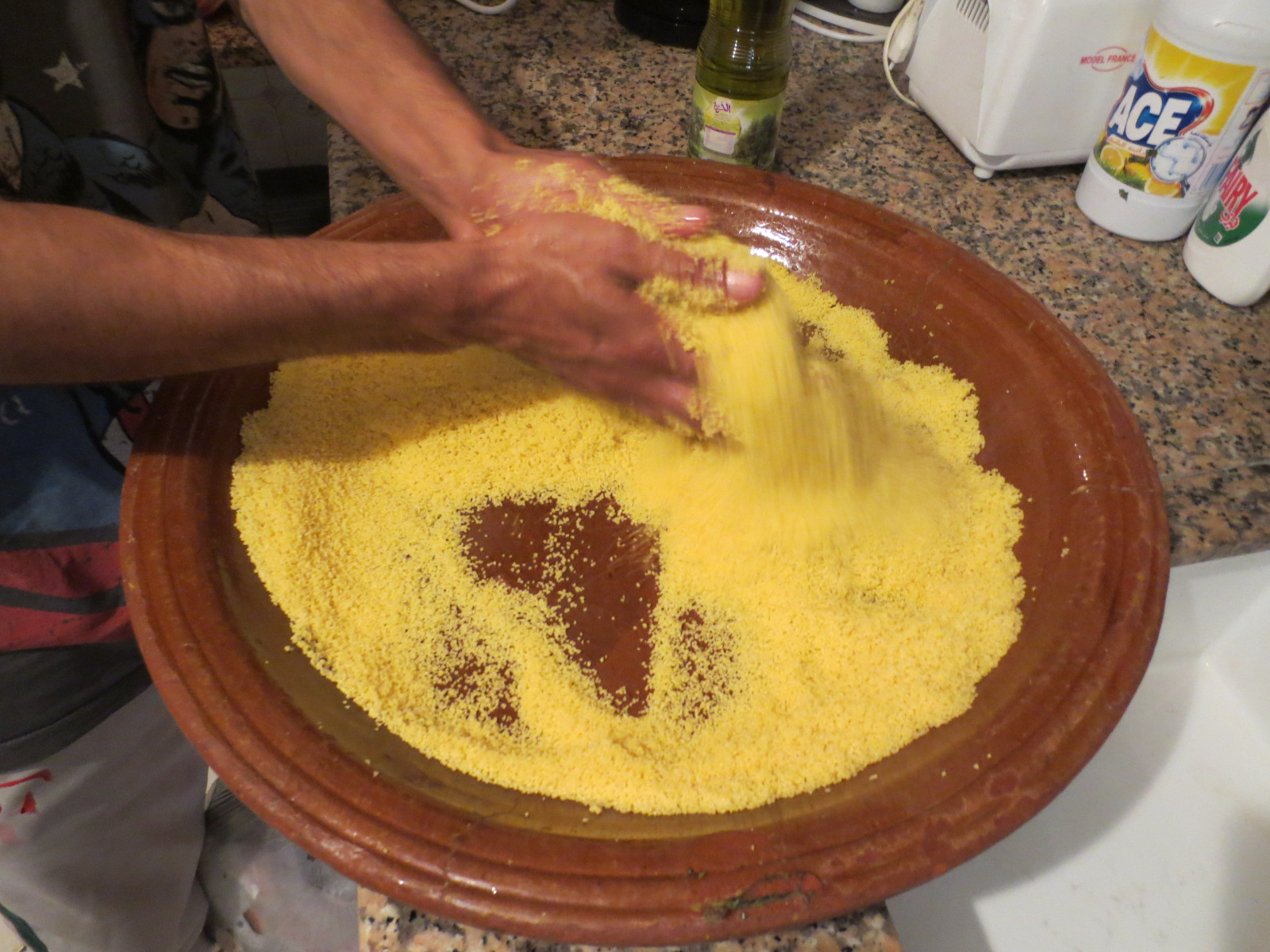
Al-kuskusî, Ibn Razin al-Tuyibi roule le grain avant cuisson ce qui montre dit Lilia Zaouali qu'il savait faire le couscous...

« Alcuzcuz d'agneau : vider, nettoyer, un agneau, graisser l'intérieur avec de la graisse mélangée aux épices à boulettes de viande. Lorsque le couscous est cuit, le frotter avec du beurre, aromatiser de nard, cannelle et un peu de mastic, et en farcir le ventre de l'agneau, puis le coudre. Cuire dans un tannour chaud. Enfin, verser le couscous dans une soupière, la viande d'agneau émiettée dessus, saupoudrée de cannelle et de nard et manger. »

#### Mujabbana tolédan (brick au fromage)
LL 48 Gâteau croustillant à base de fromage et de farine, il s'agit du brik dannouni avec du miel que Lilia Zaouali fait avec de la Ricotta: 

« pétrir une pâte de farine eau, sel et huile [et laisser reposer]. Râper une quantité de fromage frais égale au 3/4 de la quantité de farine, mélanger avec de l'anis, de l'eau de menthe, de l'eau de coriandre frais. Abaisser au rouleau et faire de disques puis les farcir de fromage et ramener les bords. les disposer dans une poele et cuire au four à pain. Quand elles sont dorés, les sortir, les arroser de miel et de beurre fondu. Saupoudrer de sucre et de cannelle et manger »

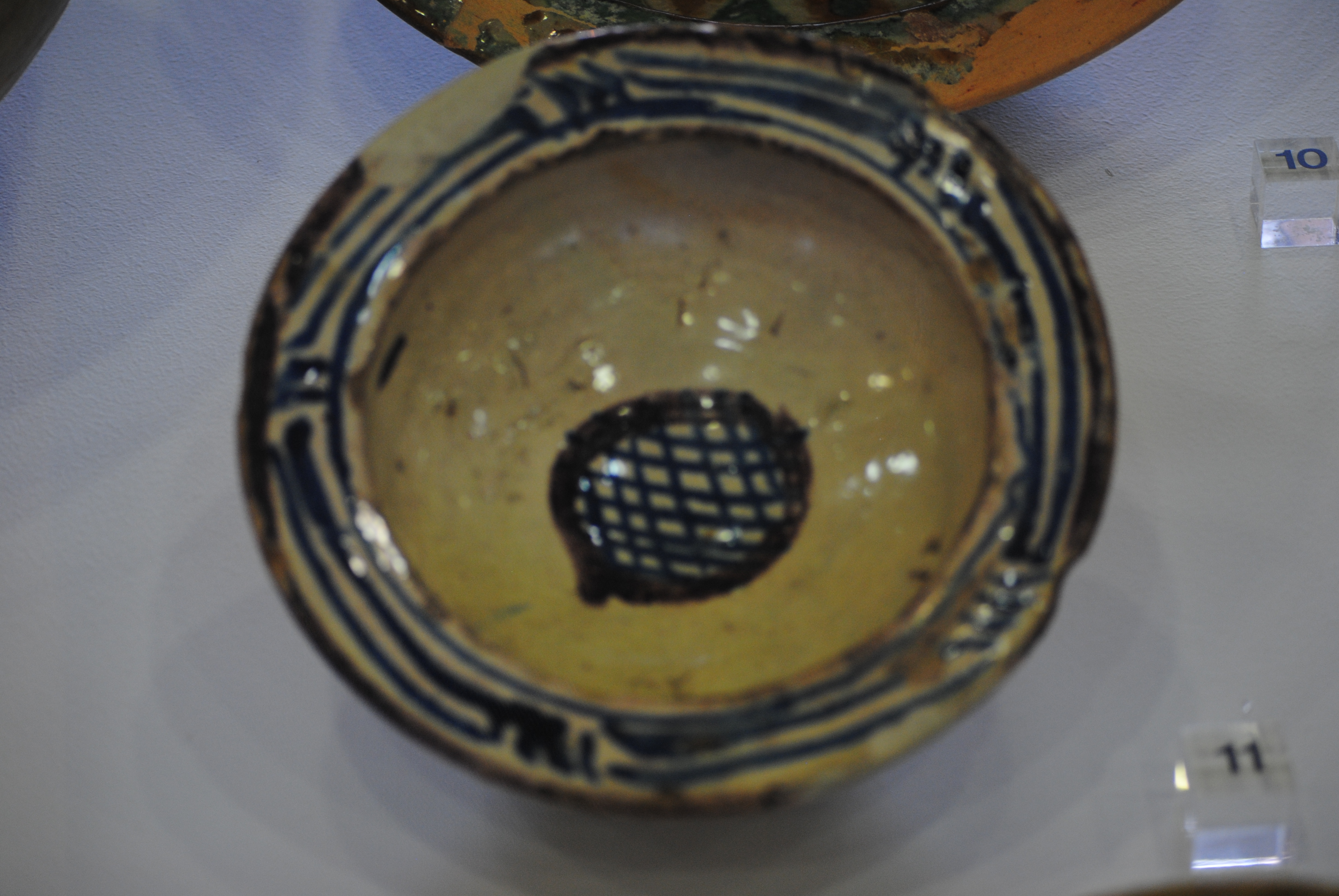
Bol tunisien contemporain d'Ibn Razin al-Tuyibi (XIIIe siècle)

#### Recette de murrî
Le murrî (sauce semblable au Nuoc-Mâm) est largement employé dans la gastronomie arabe occidentale, alors que l'orient emploie des Sibâgh. Ibn Razīn donne des murrî à la farine très aromatisés, un murrî non fermenté à la moutarde, murrî fermenté au soleil, etc.. Ici le LL120, murrî de poisson au moût de raisin doux: 

« Infuser un mélange de petits poissons (1 livre) et de moût de raisin doux (5 livres) avec du thym nommé shardhûm [origan] dans une amphore ayant servi à l'huile d'olive. Ajouter des coings, des oignons et laisser fermenter. Quand la fermentation est terminée on peut transvaser dans une autre amphore à huile qu'on scelle jusqu'à utilisation. pour assaisonner les omelettes, le poisson frit et les olives le mélanger avec de l'huile et un peu d'oignon haché. On peut le faire aussi avec du vin de raisin cuit à la place du moût. »

### Les manuscrits, les copies et leurs traductions
- Ibn Razīn al-Tuŷībī, Fudalat-al-khiwan fi Tayibat altTàam wa al-Awan, no 5473, Bibliotheque de Tobengen, Manuscrit 78 feuillets

- Ibn Razīn al-Tuŷībī, Fudalat-al-Ikhwan fi Tayibat altTàam wa al-Awan, Académie Royale de Madrid, Manuscrit 134 feuillets.

- Ibn Razīn al-Tuŷībī, فضالة الخوان في طيبات الطعام واᅴلوان: صورة من فن الطبخ في اᅴندلس والمغرب, fadalat alkhawan fi tayibat altaeam wauiluan: surat min fani altabkh fi auindils walmaghrib, Délices et bonté des aliments et des couleurs: une image de l'art culinaire en Andalousie et au Magheb. M. Ibn Šaqrūn, Rabat, 1981, reed. Beyrout, Car al-Islami, 1984 - 319 pages[20]
- Ibn Razin al'Tugibî, Fadalat al-Khiwan fî tayyabat at-ta’am wa l-alwan, texte arabe. Mohamed Ben Chekroun, Rabat, 1991[21].

- Ibn Razin al'Tugibî, trad. M. Mezzine et L. Benkirane. Les délices de la table et les meilleurs genres de mets. Fès, Publications Association Fès-Saïs, coll. Saveurs et parfums de l'Occident musulman. 1997. 278 p.  (ISBN 9789981905054)

- Ibn Razin al'Tugibî, trad. Manuela Martín, Relieves de las mesas, acerca de las delicias de la comida y los diferentes platos, Gijón, Ediciones Trea, La Comida de la Vida, 2007. 320 p. (ISBN 978-84-9704-322-9)[22]

- divers textes attribués à Ibn Razin al'Tugibî, Al-Ajbār al-tŭnisīya fī l-ajbār al-faransīya (nouvelles tunisiennes, nouvelles des Francs), Diwan (Divan poétique), Al-Durar al-ṯamīna fī jabar al-Qull wa-fataḥ Qusanṭīna (Les perles précieuses, sur les nouvelles d'al-Qull et la conquête de Constantine), Fahrasa (Liste des œuvres transmises), Naẓm al-Farīd fī muntajabab al-adab al-ṭarīf wa-l-talīd (Ajoutez-moi des Perles uniques. Sélection de lettres nouvelles et anciennes), Tarsīl (Correspondance), Ŷanà al-zahr wa-sanā al-durr (Cuisson de fleurs et éclat de perles)[6].

### Monographies
- Fernando de la Granja, La cocina arábigo-andaluza según un manuscrito inédito, Madrid, Facultad de Filosofía y Letras. These de Doctorat. 1960 (26 recettes)
- Muḥammad Bin Sharīfa, Ibn Razīn al-Tujībī:Ḥayātuhu wa āthāruhu (La vie et l'œuvre d'Ibn Razin al Tujibi), 2009
- Nawal Nasrallah, Best of Delectable Foods and Dishes from al-Andalus and al-Maghrib: A Cookbook by Thirteenth-Century Andalusi Scholar Ibn Razīn al-Tujībī (1227–1293), Brill, 2021. 914 p.[5].

## Voir également
- Les recettes de tharîd chez Ibn Razin al-Tuyibi voir Tharîd

### Auteurs et livres de cuisine du Moyen Âge arabe
Les sources citent une quarantaine de livre de cuisine arabe médiévale. Seuls nous sont parvenus (entre parenthèse le n° d'ordre chez Daniel L. Newman (2020) suivi du nombre de recettes):
- IXe siècle, Bagdad, Kitab al-Tabikh de Ibrahim ibn al-Mahdî
- Xe siècle, Bagdad, Kitab al-Tabikh de Ibn Sayyar al-Warraq (1 - 615),
- XIIIe siècle, Bagdad, Kitab al-Tabikh de Muhammad bin Hasan al-Baghdadi (2 - 161),
- XIIIe siècle, Le Caire, Kitab al Waslat, traditionnellement attribué à Ibn al-Adim (3- 635),
- XIIIe siècle, Al-Andalus, Kitab al-Tabikh Anonyme Andalou, livre et auteur (4 - 528 chez J-M Laurent)
- XIIIe siècle, Al-Andalus, Fudalat al-Khiwan de Ibn Razin al-Tuyibi (5 - 468)
- XIVe siècle, Le Caire, Kanz al-fawāʾid, auteur inconnu (6 - 780)
- XVe siècle, Damas, Kitâb al-tibâkha, attribué à Ibn al-Mabrad ou Mubarrad (9 - 44)
- XVe siècle, Le Caire, Kitāb Zahr al-ḥadīqa fī l-aṭʿima al-anīqa, Ibn Mubārak Shāh (10 - 330)